# Okamejei acutispina
Okamejei acutispina is een vissensoort uit de familie van de Rajidae. De wetenschappelijke naam van de soort is voor het eerst geldig gepubliceerd in 1958 door Ishiyama.